# Rugby a 15 nel 1952
Nel 1952 si segnala:
- La prima edizione della Coppa Europa vinta dalla Francia

## Attività Internazionale

### Altri test
| Bruxelles 3 gennaio 1952 | Belgio | 9 – 0 | Paesi Bassi |  |

| Amsterdam 11 maggio 1952 | Paesi Bassi | 12 – 20 | Belgio |  |

| Montevideo 3 settembre 1952 | Uruguay | 0 – 3 | Brasile |  |

| Diest 30 novembre 1952 | Belgio | 14 – 0 | Paesi Bassi |  |

| Madrid 28 dicembre 1952 | Spagna | 6 – 17 | Germania Ovest |  |

## La nazionale Italiana
Tre match per l'Italia nel 1952. Tutti e tre per la Coppa Europa. Due successi con Spagna e Germania poi la sconfitta con la Francia

## I Barbarians
Nel 1952 la squadra ad inviti dei Barbarians ha disputato i seguenti incontri:
| Northampton 6 marzo 1952 | East Midlands | 3 – 9 | Barbarians |  |

| Penarth 11 aprile 1952 | Penarth RFC | 3 – 36 | Barbarians |  |

| Cardiff 12 aprile 1952 | Cardiff RFC | 6 – 3 | Barbarians | Arms Park |

| Swansea 14 aprile 1952 | Swansea RFC | 0 – 18 | Barbarians | (Saint Helen's) |

| Newport 15 aprile 1952 | Newport RFC | 8 – 3 | Barbarians | (Rodney Parade) |

| Leicester 26 dicembre 1952 | Leicester Tigers | 9 – 22 | Barbarians | (Welford Road) |

## Campionati nazionali
| Sudafrica            | Currie Cup               | Transvaal       |
| Nuovo Galles del Sud | Shute Shield             | Gordon          |
| Argentina            | Camp. di Buenos Aires    | C.U.B.A.        |
|                      | Argentino                | Provincia       |
| Francia              | Campionato 1951-52       | Lourdes         |
|                      | Challenge Yves du Manoir | Section paloise |
| Inghilterra          | Campionato delle Contee  | Middlesex       |
| Italia               | Campionato               | Rovigo          |
| Romania              | Campionato               | Dinamo Bucarest |
| Spagna               | Copa del Rey             | Barcellona      |